# 帕拉维奇尼-坎比亚索宫
44°24′39.27″N 8°56′05.11″E / 44.4109083°N 8.9347528°E
帕拉维奇尼-坎比亚索宫（Palazzo Pallavicini-Cambiaso）是一座历史建筑，位于意大利热那亚加里波第街1号，2006年作为罗利宫殿体系的42座宫殿之一，被列为世界文化遗产。
这座优雅的建筑建于1558年，由阿戈斯蒂诺·帕拉维奇尼委托贝纳迪诺设计。十八世纪成为坎比亚索家族的产业。目前属于一家知名金融机构。

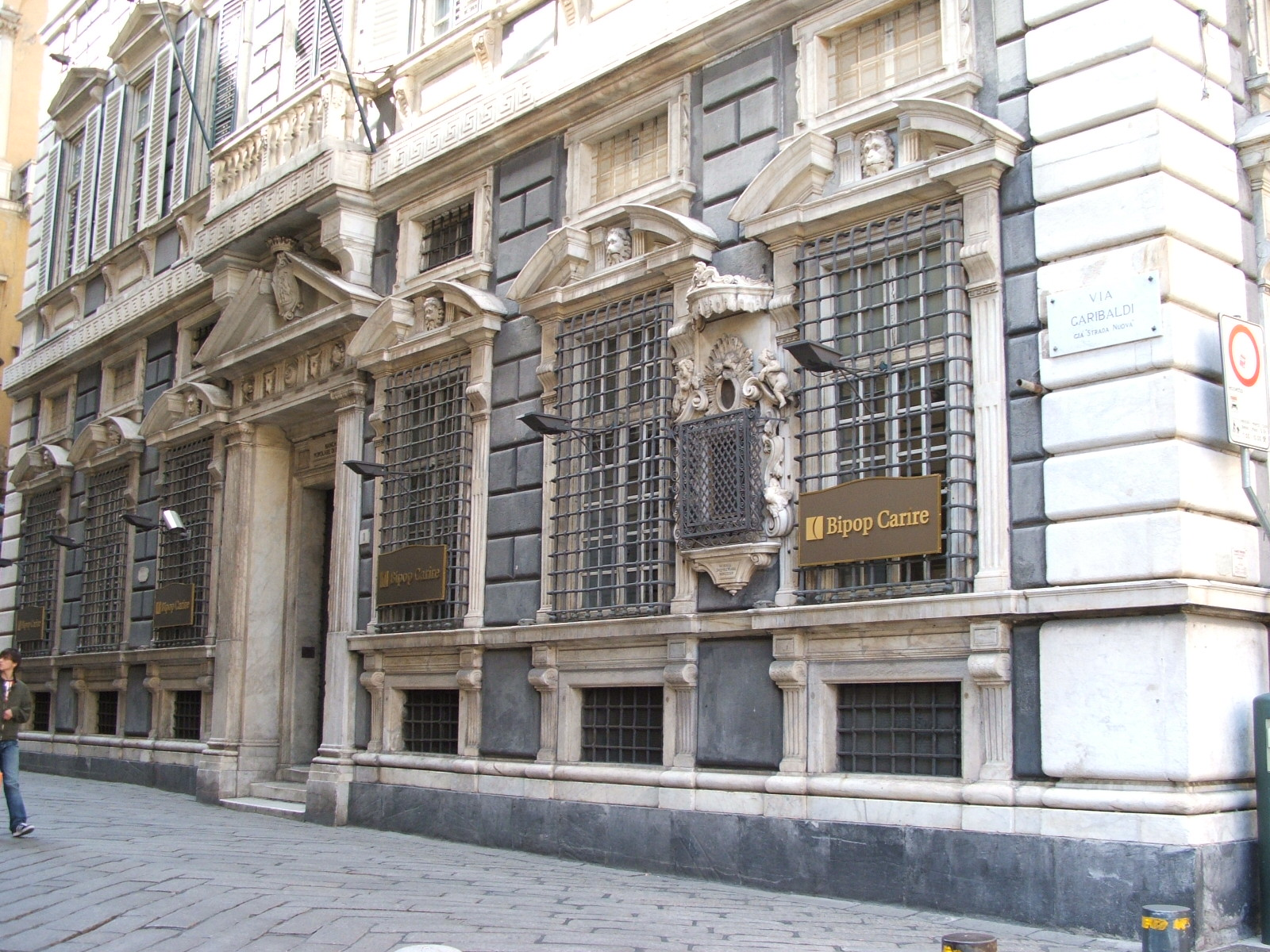
Palazzo Palalvicini-Cambiaso
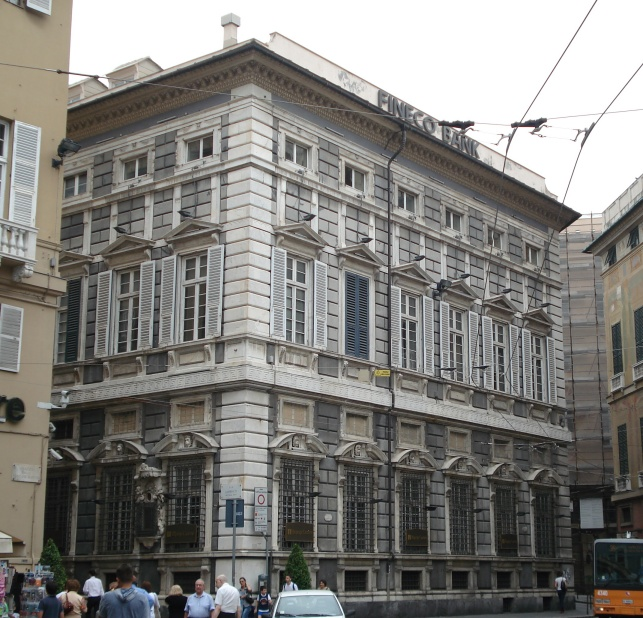
Il palazzo visto da Piazza Fontane Marose
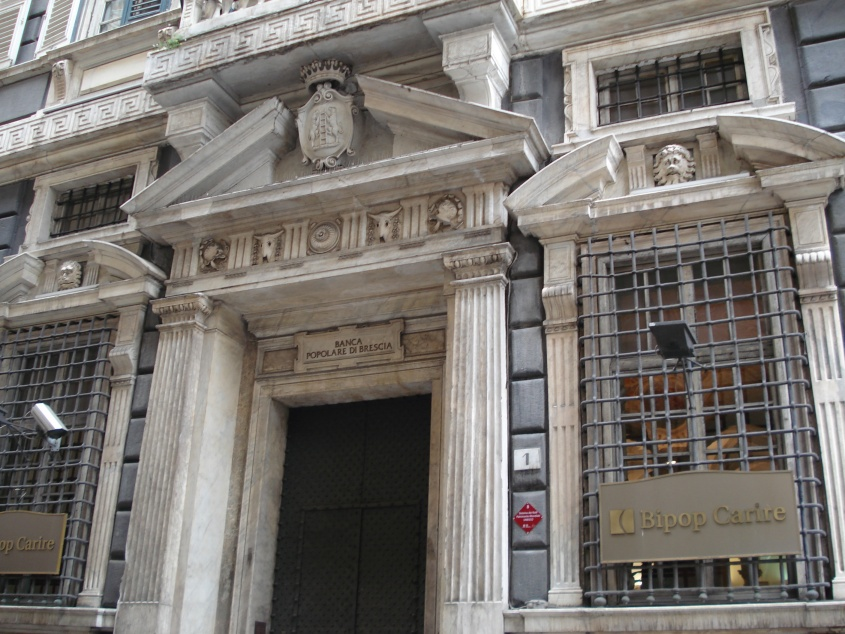
Particolare del portale